# Serrat de Mateu
El Serrat de Mateu és una muntanya de 1.479 metres que es troba entre els municipis de Gósol i de Saldes, a la comarca catalana del Berguedà.